# Stockton-Darlington Jernbane
Stockton-Darlington Jernbane i det nordøstlige England var verdens første offentlige jernbane for passagerer.

## Strækningen
Banen blev åbent for passagerertrafik i 1825. Banestrækningen var på 40 km (26 miles), og den forbandt byerne Bishop Auckland, Shildon, Darlington, Stockton-on-Tees og Port Darlington (nutidens Middlesbrough.
I dag er Darlington railway station et vigtigt stoppested på East Coast Main Line.

## Trukket af heste
I begyndelsen var for ingen fast køreplan, og passagervognene blev trukket af heste. Det varede dog ikke længe, før man fik damplokomotiver.

## Længste jernbane
Med sine 40 km var stækningen længere end de ældre godsbaner.

## Ejere
I første år blev jernbanen drevet af et selvstændigt selskab (Stockton & Darlington Railway Company). Fra 1863 blev strækningen drevet af større selskaber.